# 一枚のめぐり逢い
『一枚のめぐり逢い』（いちまいのめぐりあい、原題: The Lucky One）は、2012年のアメリカ合衆国の恋愛映画。ニコラス・スパークスの同名小説を原作としており、日本では映画公開に先駆けて日本語訳版が2012年5月17日に発売された。

## ストーリー
海兵隊の青年ローガン・ティーボウは、派遣先のイラクで一枚の写真を拾った瞬間、彼のいた場所が空爆を受け隊員数人は死亡したが、彼は生き延びた。またある時はハンヴィーで移動中攻撃を受けたが、彼はまた生き延びた。それ以来、彼は写真に写った女性を命の恩人と考え、その写真を大切に持ち、そしてその写真を基に彼女を探す事にした。帰米してコロラドからルイジアナまで歩き通して彼女の住む町を見つけ、その写真の被写体である女性ベスと出会った。ローガンは、彼女にお礼を言いたいと思ったが、求人の応募と勘違いされ、彼女が祖母とともに運営する犬の訓練施設で働くことになってしまった。それ以来、写真の事やお礼の事を彼女に言い出せないまま時が過ぎていくのであった。
やがて二人は恋に陥るのであるが、ベスの元夫でまだ彼女に未練がある保安官（補）キースの邪魔が二人の間に入る事となる。このキースがローガンの持っていた、イラクで拾ったベスの写真を見つけベスに告げ口し、そしてキースはベスによりを戻したいと告げるのである。

## キャスト
| 役名                     | 俳優                             | 日本語吹替 |
| ------------------------ | -------------------------------- | ---------- |
| ローガン・ティーボウ軍曹 | ザック・エフロン                 | 細谷佳正   |
| ベス・グリーン           | テイラー・シリング               | 坂本真綾   |
| エリー・グリーン         | ブライス・ダナー                 | 弥永和子   |
| ベン                     | ライリー・トーマス・スチュワート | 〆野潤子   |
| キース・クレイトン       | ジェイ・R・ファーガソン          | 斉藤次郎   |